# Małgorzata (arcyksiężna Styrii, Karyntii i Krainy)
 Małgorzata (ur. w okr. 1370–1374, zm. 12 czerwca 1410) – żona Ernesta I Żelaznego, arcyksięcia Styrii, Karyntii i Krainy; córka Bogusława V, księcia wołogosko-rugijskiego i słupskiego oraz Adelajdy Welf.

## Rodzina
Małgorzata została wydana za mąż za arcyksięcia Ernesta I Żelaznego, dzięki zabiegom króla węgierskiego Zygmunta Luksemburskiego i jego matki Elżbiety pomorskiej, córki Bogusława V. Elżbieta była starszą, przyrodnią siostrą Małgorzaty z pierwszego małżeństwa ojca z Elżbietą Kazimierzówną.
Ślub został zawarty 14 stycznia 1392 w Preszburgu. Ponad 18-letnie małżeństwo było bezpotomne.

### Genealogia
| Warcisław IV ur. w okr. 11–27 V 1291 zm. w okr. 31 VII–1 VIII 1326 | Warcisław IV ur. w okr. 11–27 V 1291 zm. w okr. 31 VII–1 VIII 1326 |                                                            |                                                            | Elżbieta ur. w okr. 1300–1304 zm. w okr. II–III 1355 lub przed 2 II 1356 | Elżbieta ur. w okr. 1300–1304 zm. w okr. II–III 1355 lub przed 2 II 1356 |  |  | Ernest I ur. w okr. 1297–1305 zm. 1361 | Ernest I ur. w okr. 1297–1305 zm. 1361 |                                                   |                                                   | Adelajda Everstein–Polle ur. przed 1325 zm. w okr. 29 IX 1373–1376 | Adelajda Everstein–Polle ur. przed 1325 zm. w okr. 29 IX 1373–1376 |
|                                                                    |                                                                    |                                                            |                                                            |                                                                          |                                                                          |  |  |                                        |                                        |                                                   |                                                   |                                                                    |                                                                    |
|                                                                    |                                                                    |                                                            |                                                            |                                                                          |                                                                          |  |  |                                        |                                        |                                                   |                                                   |                                                                    |                                                                    |
|                                                                    |                                                                    | Bogusław V ur. w okr. 1317–1318 zm. w okr. 3 II–24 IV 1374 | Bogusław V ur. w okr. 1317–1318 zm. w okr. 3 II–24 IV 1374 |                                                                          |                                                                          |  |  |                                        |                                        | Adelajda Welf ur. ok. 1341 zm. być może 5 II 1407 | Adelajda Welf ur. ok. 1341 zm. być może 5 II 1407 |                                                                    |                                                                    |
|                                                                    |                                                                    |                                                            |                                                            |                                                                          |                                                                          |  |  |                                        |                                        |                                                   |                                                   |                                                                    |                                                                    |
|                                                                    |                                                                    |                                                            |                                                            |                                                                          |                                                                          |  |  |                                        |                                        |                                                   |                                                   |                                                                    |                                                                    |
|                                                                    |                                                                    |                                                            |                                                            |                                                                          |                                                                          |  |  |                                        |                                        |                                                   |                                                   |                                                                    |                                                                    |

|  |  |  |  | Małgorzata (ur. w okr. 1370–1374, zm. 12 VI 1410) |